# Ray Eames

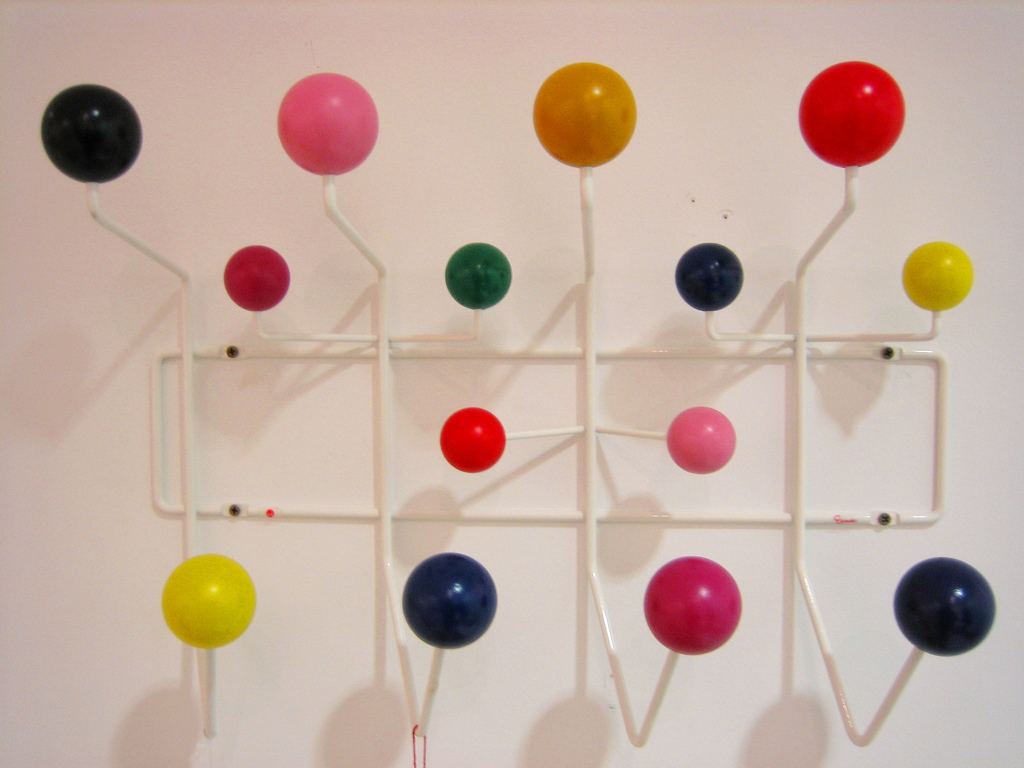
Charles y Ray Eames, Perchero

Ray-Bernice Alexandra Kaiser Eames (Sacramento, 15 de diciembre de 1912-Los Ángeles, 21 de agosto de 1988) fue una artista, diseñadora, arquitecta y realizadora de cine estadounidense.

## Biografía y obra
Empezó estudiando pintura abstracta con Hans Hofmann entre 1933 y 1939.
En septiembre de 1940 inició sus estudios en la Cranbook Academy of Art de Bloomfield Hills, Míchigan, donde conoció a Charles Eames. Se casaron en 1941. Instalándose en Los Ángeles, California, Charles y Ray Eames tuvieron una de las carreras de diseñadores más importantes del siglo XX.

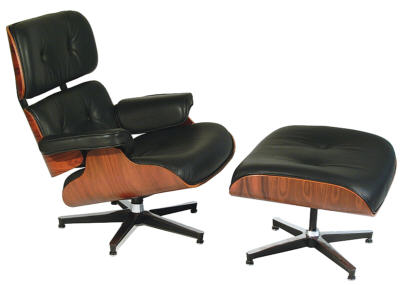
El sillón Eames Lounge diseñado por la pareja Eames en 1955

Aunque la creatividad de la pareja está reconocida, Ray a menudo es omitida de la autoría de la obra común. Su papel dentro del estudio Eames, era principalmente aportar una visión artística para realizar composiciones entre las piezas para resaltar su belleza, y mantenía siempre separada la idea de lo que era diseño de lo que era arte. Se centró principalmente en el diseño gráfico y textil.

### Diseño Gráfico
Las ilustraciones gráficas y comerciales de los proyectos de Eames Office se pueden atribuir en gran medida a Ray. Además de Charles y la oficina de Eames, diseñó veintisiete diseños de portada para la revista Arts & Architecture de 1942 a 1948. También contribuyó a los anuncios de muebles de Eames para Herman Miller (desde 1948). Ray Eames tenía sentido para la forma y el color y fue en gran parte responsable de lo que se reconoce como el “aspecto” o "estilo" de Eames. Este atributo marcó la diferencia entre “bueno, muy bueno y ‘Eames'”. Ray Eames no hizo dibujos, pero documentó y realizó un seguimiento de todo lo que se trabajó en la oficina de Eames, como la enorme colección de fotografías que la oficina acumuló a lo largo de los años.

### Diseño Textil
En 1947, Eames creó varios diseños textiles, dos de los cuales, “Crosspatch” y “Sea Things”, fueron producidos por Schiffer Prints, una compañía que también produjo textiles por Salvador Dalí y Frank Lloyd Wright. Dos de sus patrones textiles fueron distinguidos con premios en una competencia textil organizada por el MoMA. Trabajó en gráficos para publicidad, portadas de revistas, carteles, líneas de tiempo, tableros de juegos, invitaciones y tarjetas de visita. Se pueden encontrar ejemplos originales de textiles Ray Eames en muchas colecciones de museos de arte. Los textiles Ray Eames han sido reeditados por Maharam como parte de su colección “Textiles del siglo XX”.

### Casa Eames
A finales de los años 40, Ray y Charles diseñaron y construyeron su casa, conocida como la «Casa Eames». Ubicada en lo alto de una colina y mirando hacia el Océano Pacífico, la casa se construyó con trozos prefabricados de acero. Hoy en día se sigue considerando esta casa como una obra maestra de la arquitectura moderna.

### Muebles
En los años 50, el matrimonio siguió trabajando en arquitectura y diseño de muebles. Una de las piezas más conocidas de su trabajo es el Sillón Eames Lounge, interpretación estadounidense moderna del sillón club. En muchas ocasiones se mostraron pioneros en la utilización de nuevas técnicas, como la fibra de vidrio o la resina plástica en la fabricación de sillas. Además, Charles empezó a mostrar interés por la fotografía y la producción de cortometrajes.
También se encargaron de realizar numerosas exposiciones. La primera de ellas «Matemáticas, un mundo de número y más allá» (1961) aún sigue siendo considerada como un modelo de exposición científica de carácter popular.
Ray Eames murió en Los Ángeles en 1988, diez años después de Charles.

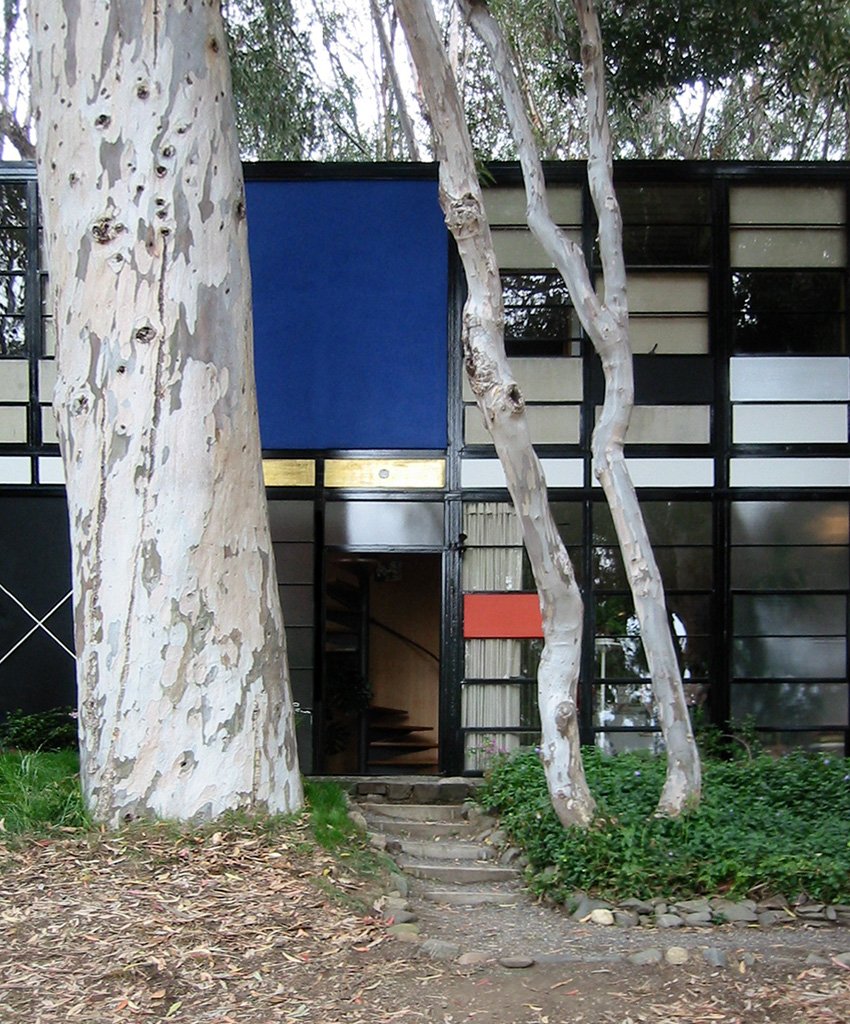
Charles y Ray Eames, Casa Eames

## Creaciones

### Arquitectura
- Casa Eames (1949)
- Max De Pree House (1954)

### Muebles
- Children's chairs (1945)
- Eames Lounge Chair Wood (1945)
- Circular table wood (1945)
- Eames Plywood Side Chair (1946)
- La Chaise (1948)
- Eames RAR (Rocker Armchair Rod) Rocker (1948)
- Eames Eiffel Plastic Side Chair (1950)
- Eames Eiffel Plastic Armchair (1950)
- Eames Desk and Storage Units (1950)
- Eames Desk and Storage Units (1950)
- Eames Sofa Compact (1954)
- Eames Molded Plastic Side Chair (DSSN), Stacking base (1955)
- Eames lounge chair and ottoman (1956)
- Eames Aluminum Management Chair (1958)
- Eames Aluminum Side Chair (1958)
- Eames Aluminum Ottoman (1958)
- Eames Executive Chair (1960) (aka: Lobby Chair, Time-Life Chair)
- Eames Walnut Stool (1960)
- Eames tandem sling seating (1962)
- Two piece plastic chair (1971)
- Eames Sofa (1984) producción póstuma

### Films
- Traveling Boy (1950)
- Blacktop: A Story of the Washing of a School Play Yard (1952)
- Parade Parade Or Here They Are Coming Down Our Street (1952)
- A Communications Primer (1953)[6]
- House: After Five Years of Living (1955)
- Day of the Dead (1957)
- Toccata for Toy Trains (1957)
- The Information Machine (1958)[7]
- Kaleidoscope Jazz Chair (1960)

- Polaroid SX-70, 1972, realizado para Polaroid Corporation.
- Powers of Ten, 1977. Realizado para IBM.[8]

## Reconocimientos
Junto a Charles recibe en 1979 la Royal Gold Medal del RIBA. Es la primera mujer a quien otorgan este reconocimiento.
El 17 de junio de 2008 el Servicio Postal de Estados Unidos emitió 16 estampillas celebrando los diseños de Charles y Ray Eames.
La casa Eames fue destacada con el Premio AIA Twenty-five Year Award en 1978.
Un documental sobre la pareja titulado Eames: The Architect and the Painter fue realizado en 2011 como parte de la serie de televisión American Masters.
La obra de ambos forma parte de la colección de MoMA y ha sido expuesta en numerosas ocasiones:
- Charles and Ray Eames at the Design Museum (1998)[13]
- Library of Congress exhibit (1999)[14]
- The World of Charles and Ray Eames Barbican Art Gallery, 21 de octubre de 2015 al 14 de febrero de 2016.[15]
- Eames & Hollywwod, Art & Design Atomium Museum, Bruselas, 10 de marzo de 2016 - 4 de septiembre de 2016.[16]

## Galería

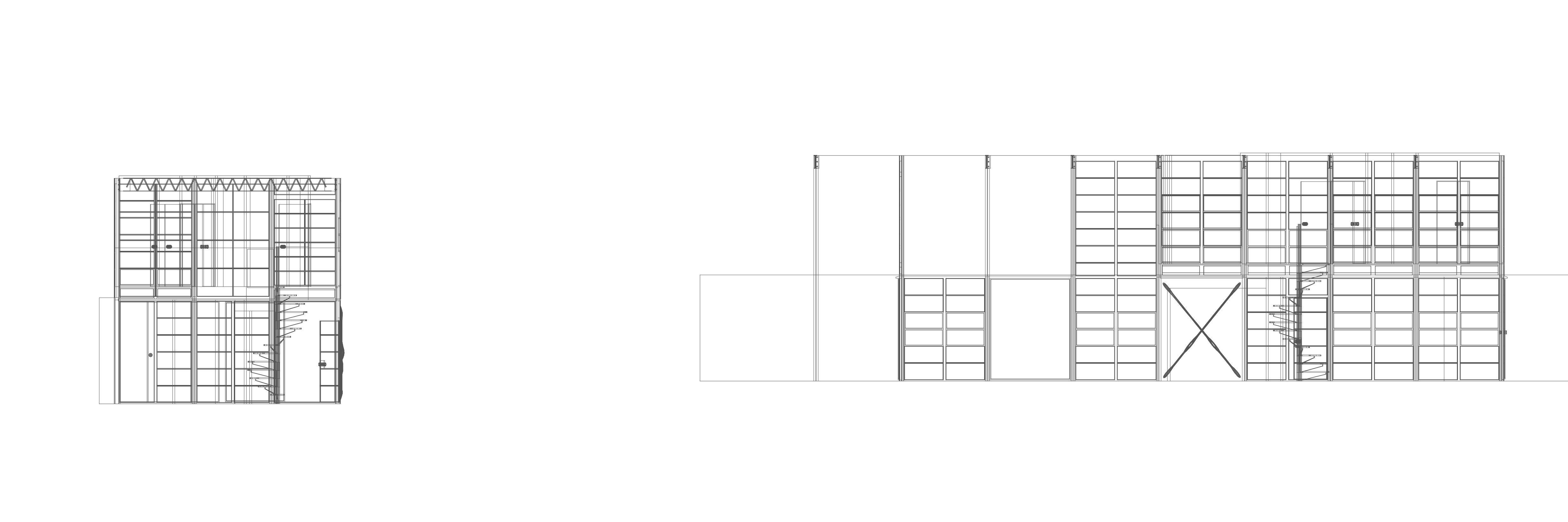
Alzados Casa Eames
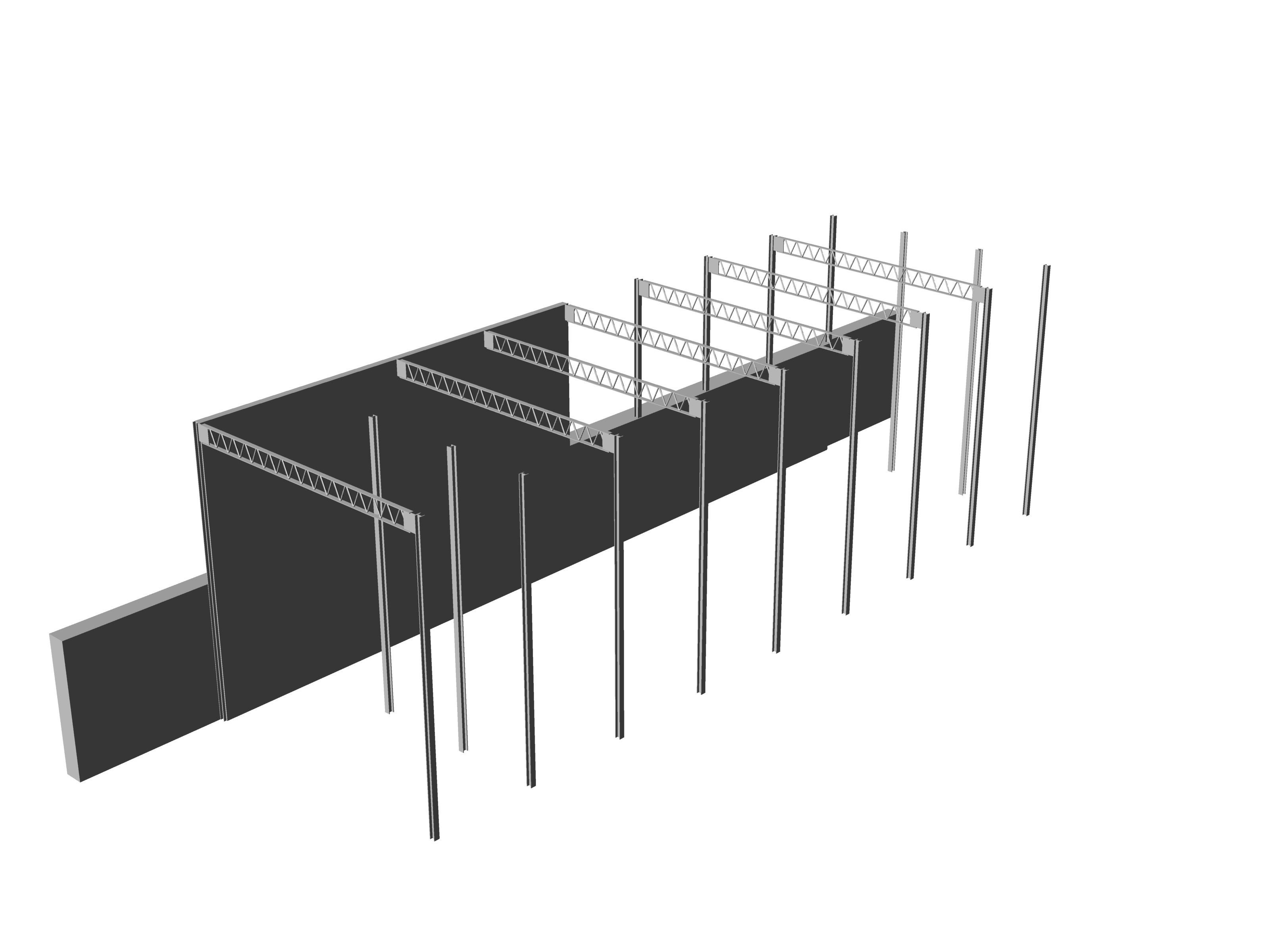
Estructura Casa Eames
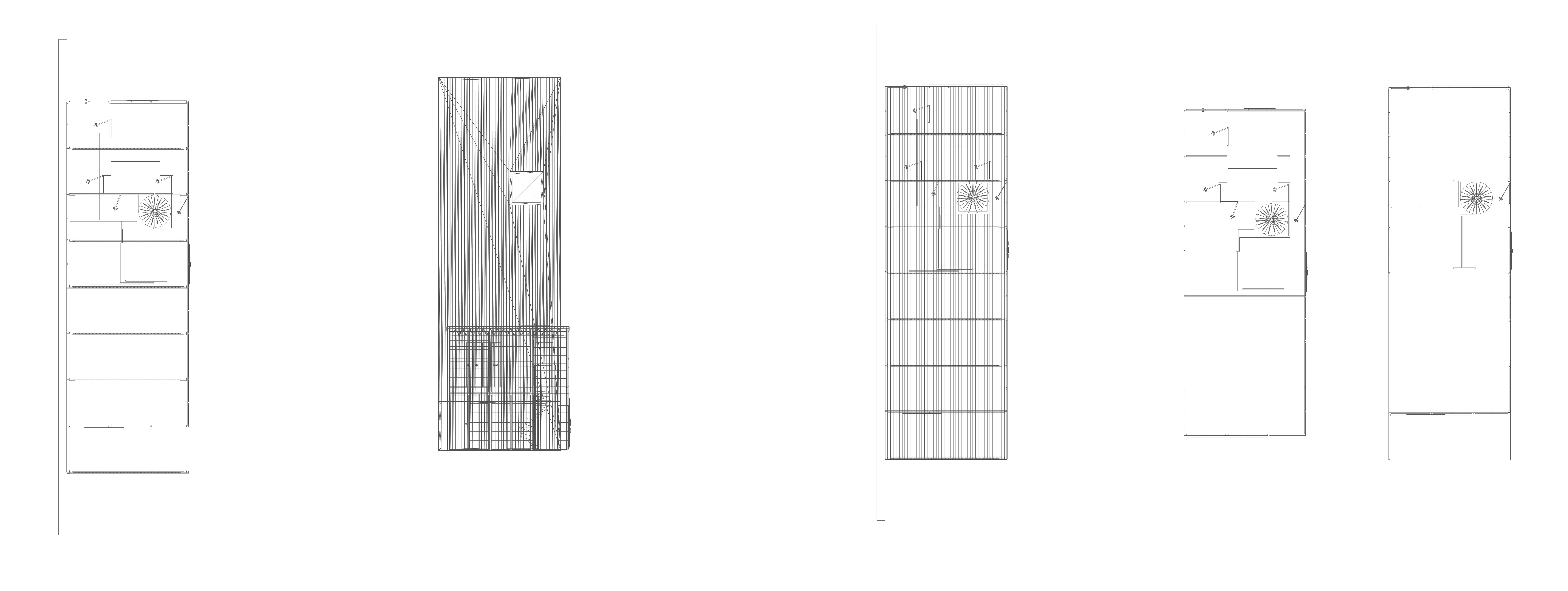
Plantas Casa Eames
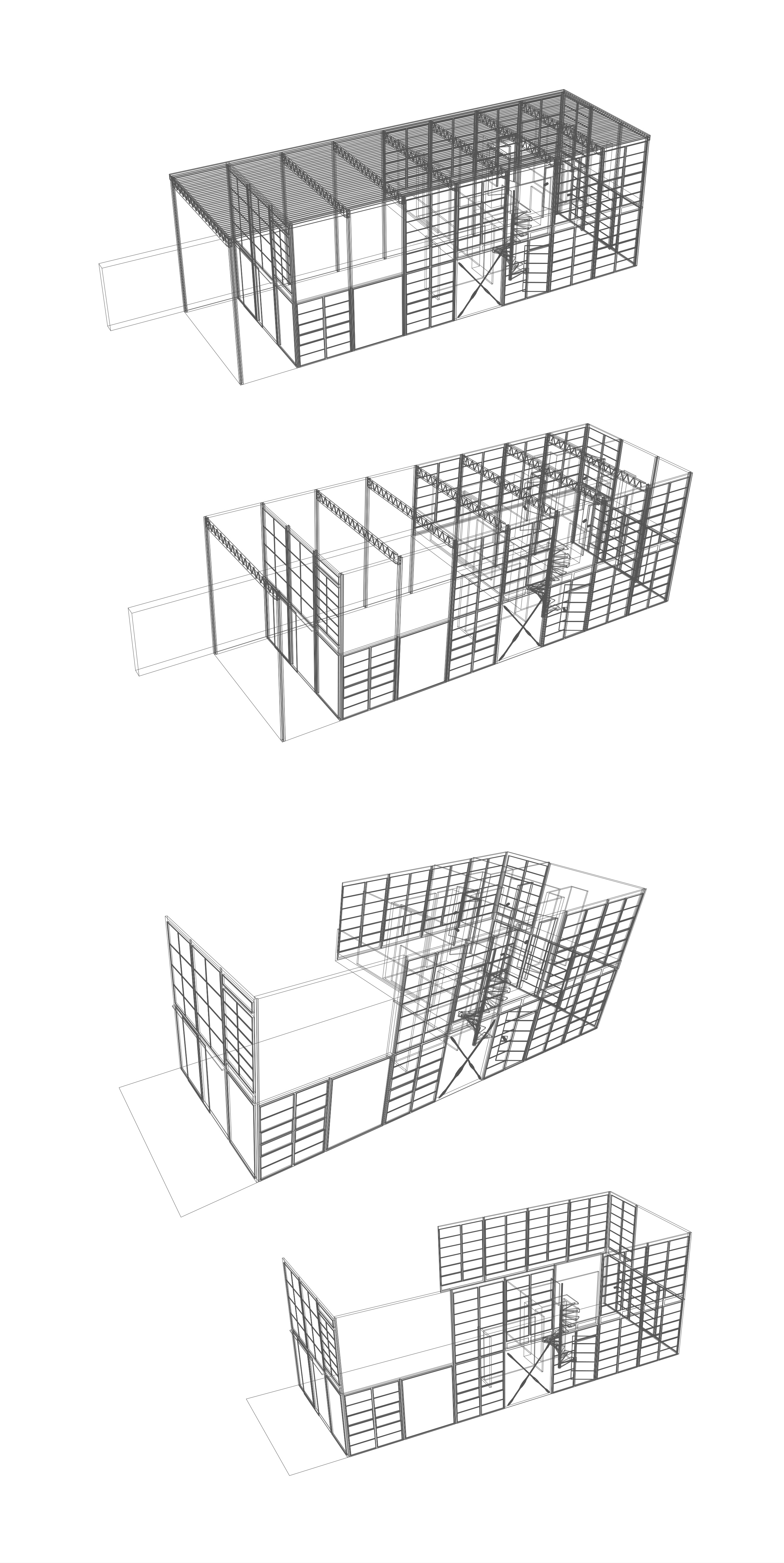
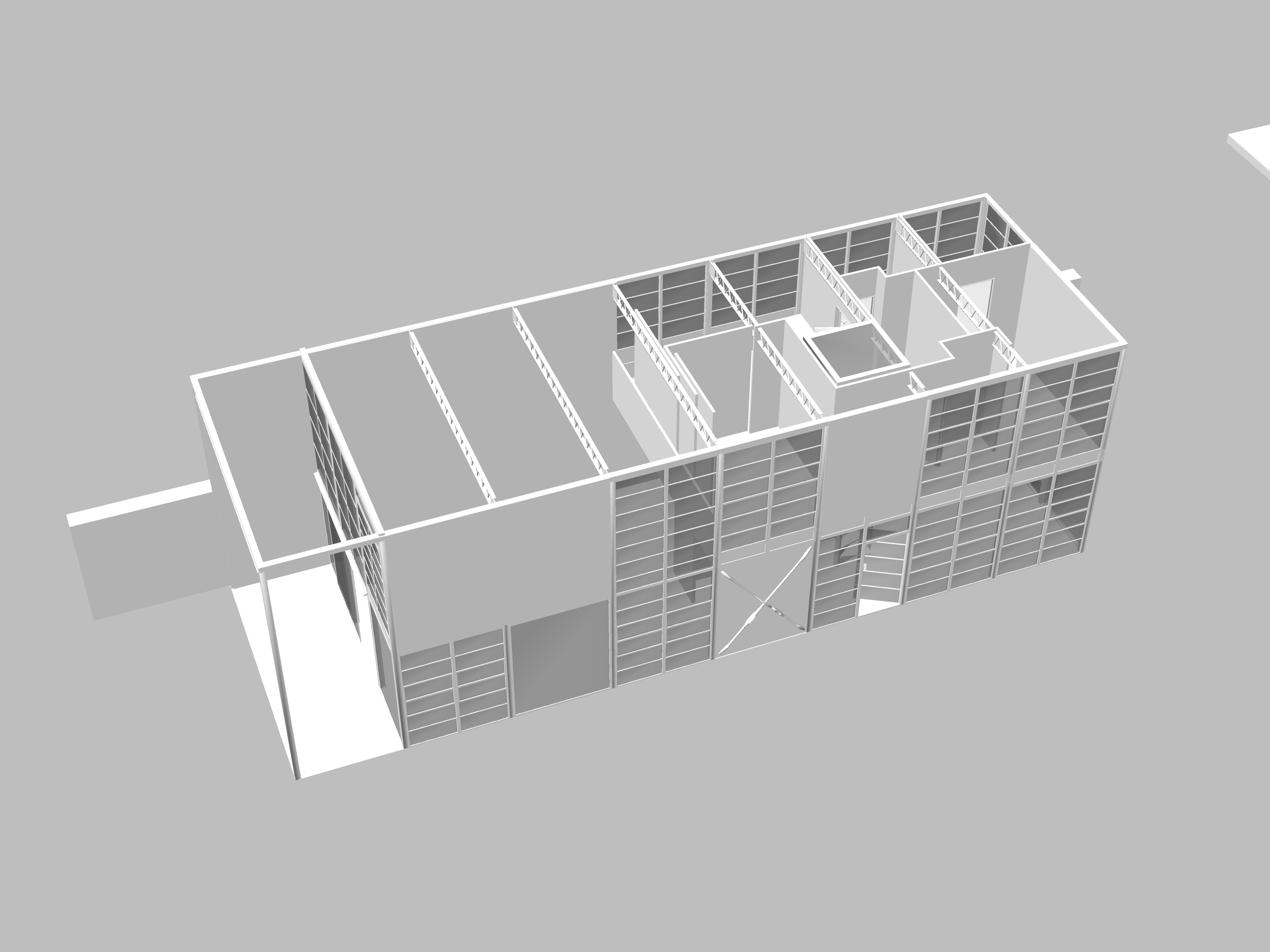
Render núcleo mas estructura Casa Eames
- Diagrama kauffman
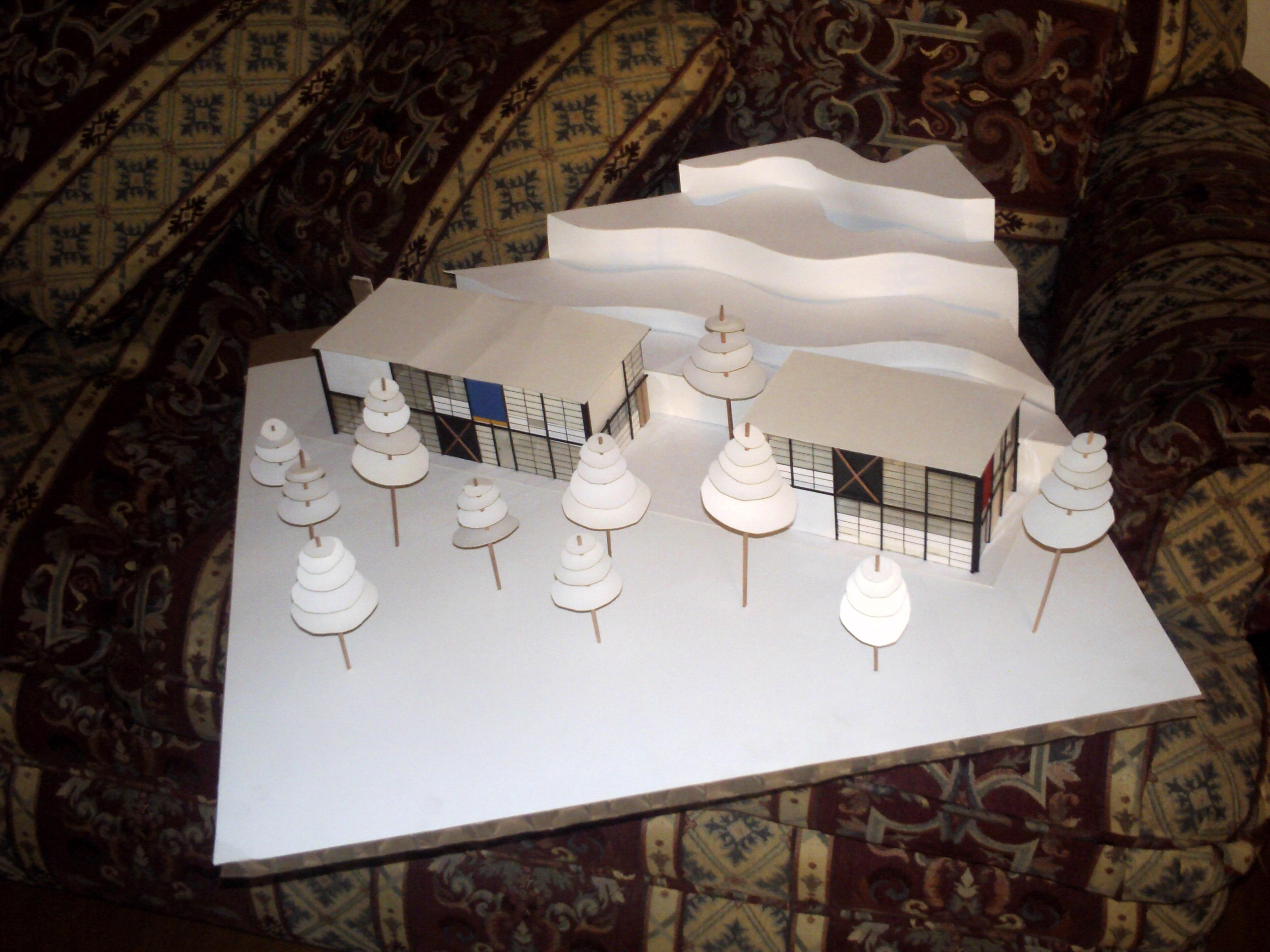
Casa Eames, maqueta del conjunto.